# Johann Valentin Tischbein
Johann Valentin Tischbein (11. prosince 1715, Haina – 24. dubna 1768, Hildburghausen) byl německý malíř z umělecké rodiny Tischbeinů.

## Život
Johann Valentin Tischbein byl synem tesaře Johanna Heinricha Tischbeina, měl sedm sourozenců. Jeden z jeho bratrů byl Johann Heinrich Tischbein starší.
Učil se v letech 1729–1736 u dvorního malíře Johanna Christiana Fiedlera v Darmstadtu a Johanna Georga von Freese v Kasselu. Od roku 1741 byl dvorním malířem hraběte ze Solms-Laubachu. Od roku 1744 do roku 1747 nebo 1750 sloužil u knížete Hohenlohe-Kirchberg v Kirchbergu. Zde se oženil se svou první ženou Margaretou Dieffenbachovou. Dalším působištěm byl nizozemský Maastricht, kde se roku 1750 narodil jeho syn, Johann Friedrich August, který byl později znám jako Leipziger Tischbein. Ve stejném roce se přestěhoval do Haagu.
Do Německa se vrátil až roku 1764. Krátký čas byl divadelním malířem v Kasselu. Působil jako malíř vévody Ernsta Friedricha II. ze Sachsen-Hildburghausenu. Roku 1765 se podruhé oženil s Elisabethou Faure.

## Dílo
Zachovaly se portréty a divadelní kulisy. Jsou uloženy v Angermuzeu Erfurt, na zámcích Fasanerie u Fuldy, Laubachu, Hohenlohe an der Jagst, Friedrichsteinu a v kasselském muzeu.